# Pseudolimnophila ernestina
Pseudolimnophila ernestina är en tvåvingeart som beskrevs av Alexander 1953. Pseudolimnophila ernestina ingår i släktet Pseudolimnophila och familjen småharkrankar.
Artens utbredningsområde är Thailand. Inga underarter finns listade i Catalogue of Life.